# Waverley (US-amerikanische Automarke)

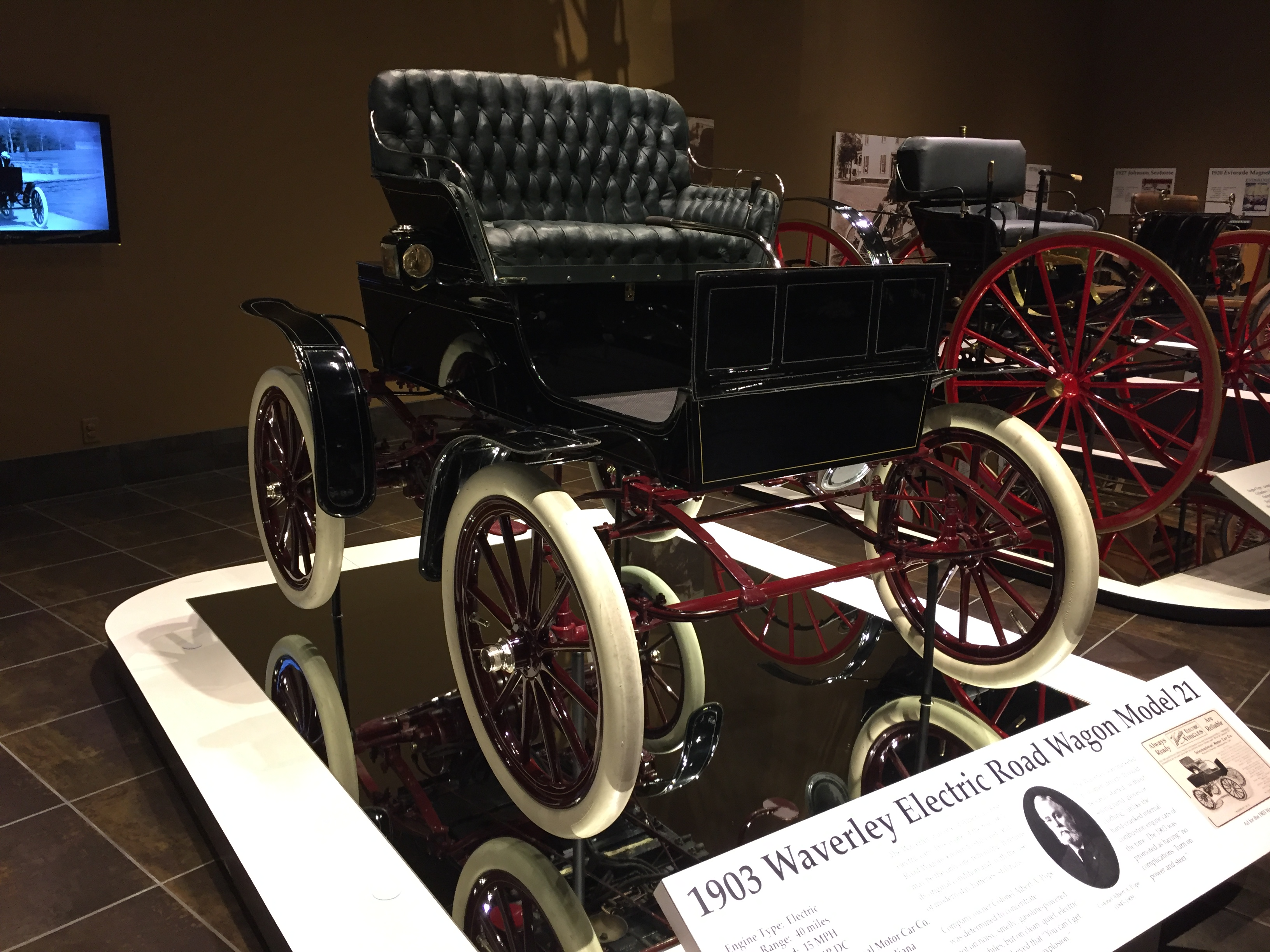
Waverley Model 21 Road Wagon von 1903

Waverley von 1903 beim London to Brighton Veteran Car Run 2009

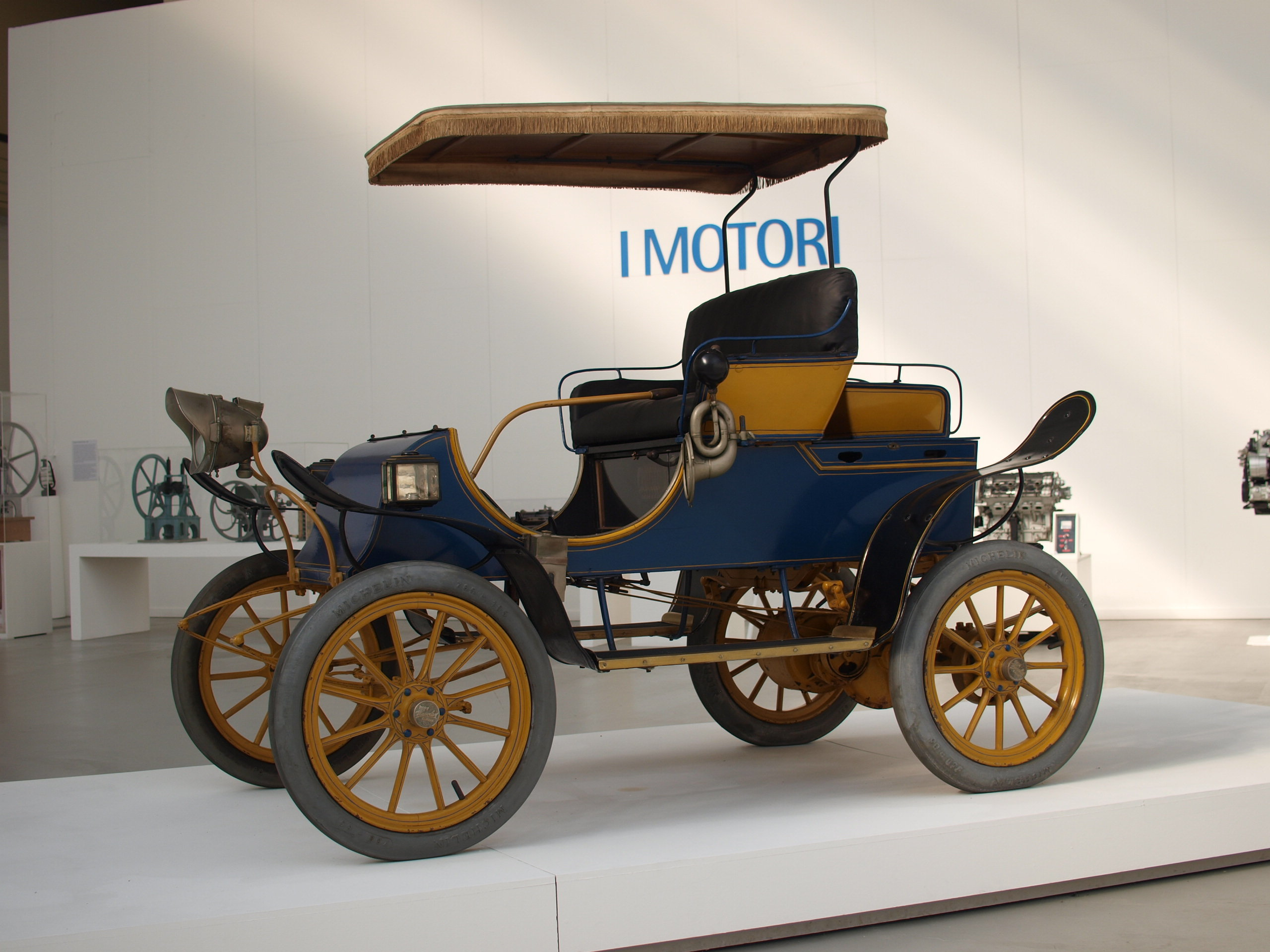
Pope-Waverley von 1907

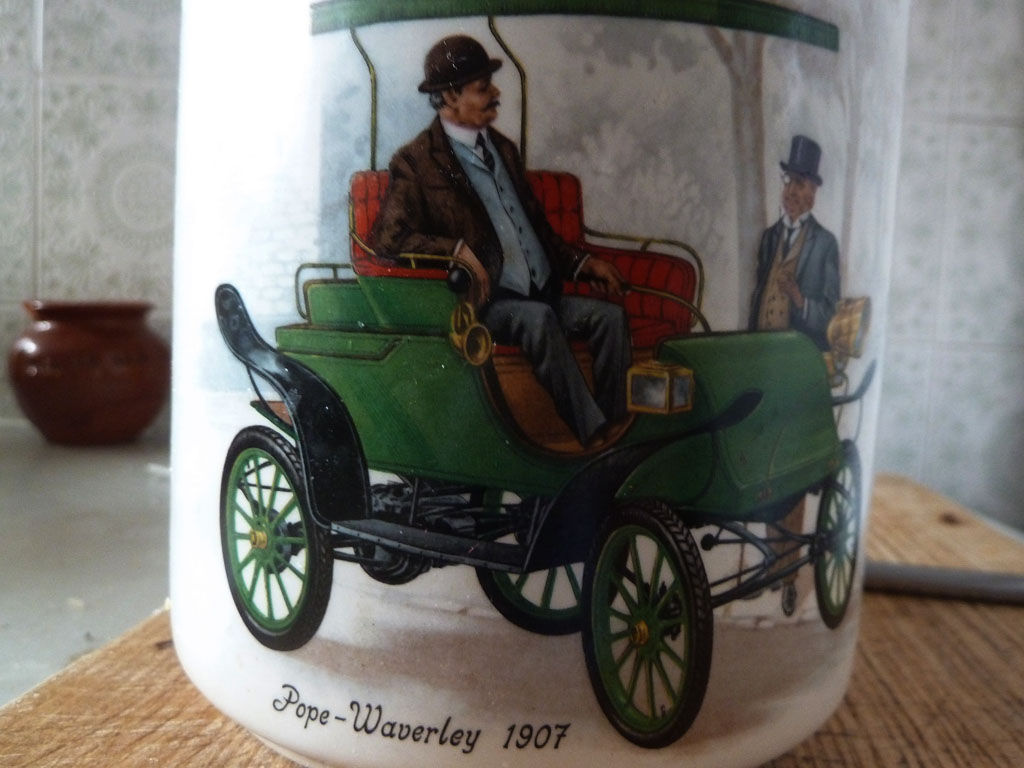
Pope-Waverley von 1907

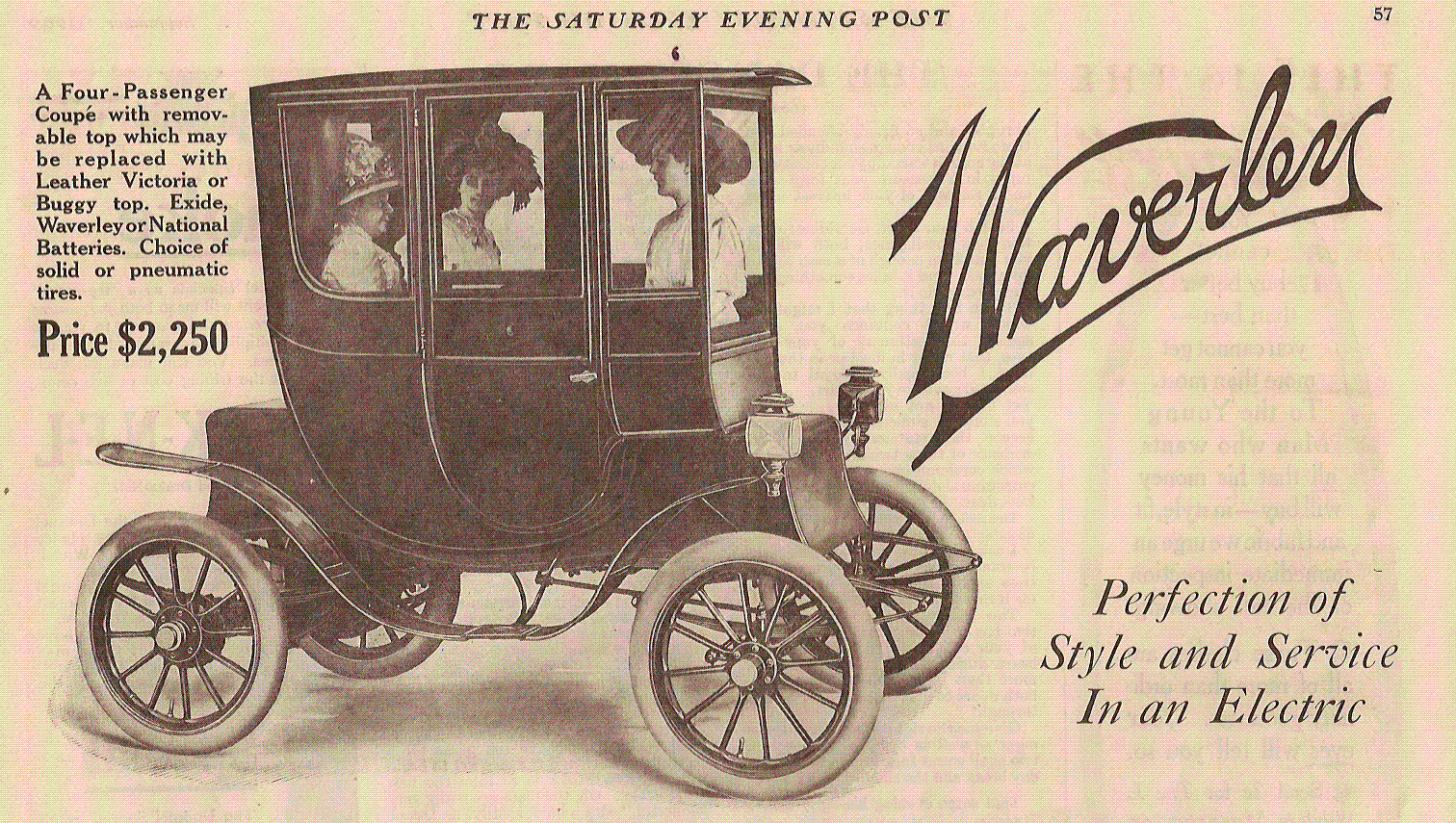
Anzeige für einen Waverley von 1910

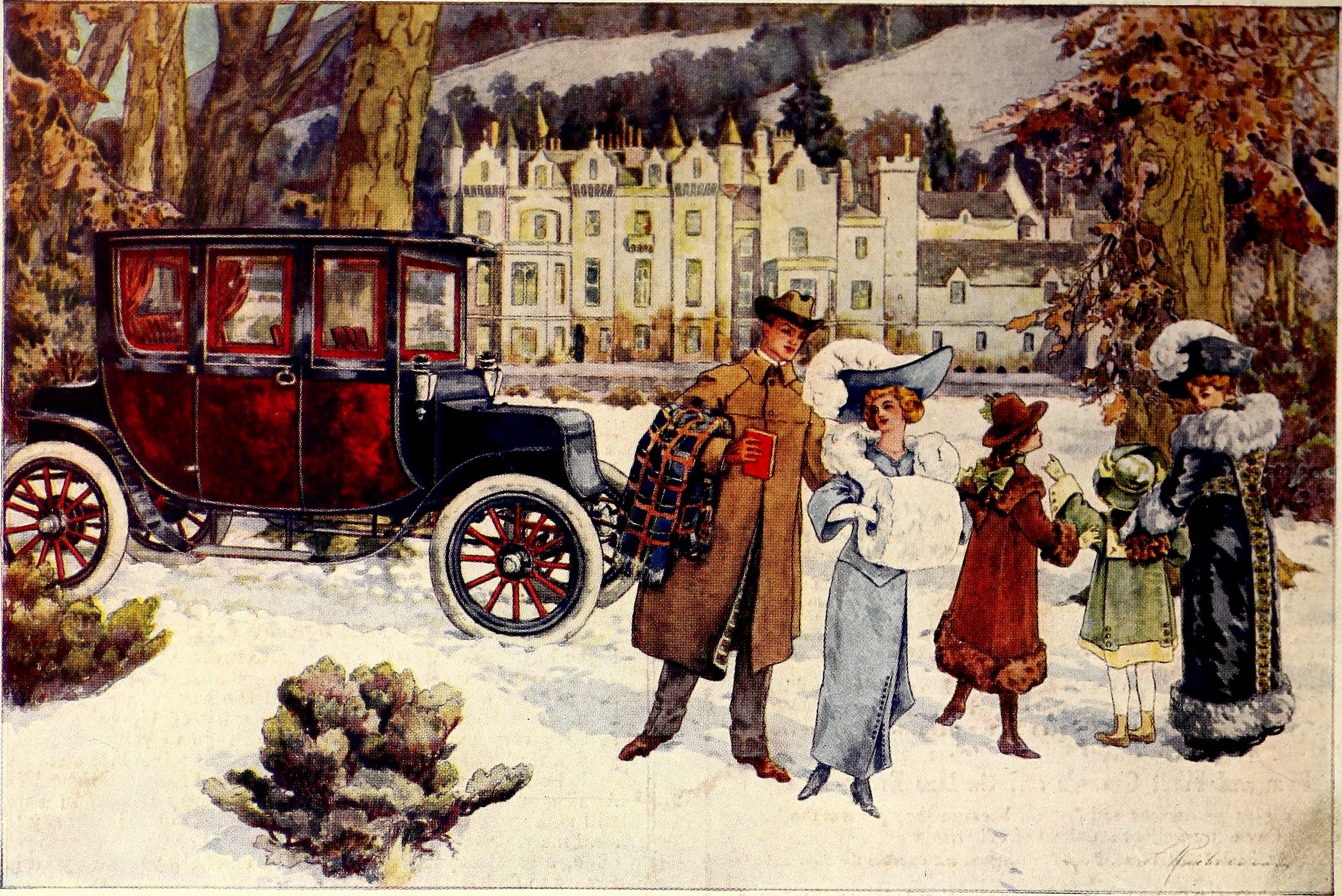
Waverley Model 98 Limousine von 1912 (Modelljahr 1913)

Waverley, zeitweise Pope-Waverley, war eine US-amerikanische Automarke. Dazu gab es nacheinander fünf verschiedene Hersteller, von denen die ersten vier Albert Augustus Pope gehörten. Alle Unternehmen hatten ihren Sitz in Indianapolis in Indiana.

## Markengeschichte
1898 kam es zu einer Zusammenarbeit, möglicherweise auch zu einem Zusammenschluss, zwischen der American Electric Vehicle Company aus Chicago in Illinois und der Indiana Bicycle Company aus Indianapolis. Diese Indiana Bicycle Company, die dem Namen nach bereits Fahrräder hergestellt hatte, gehörte zum Imperium von Pope. Dort entstanden von 1898 bis 1899 Automobile mit dem Markennamen Waverley.
Von 1900 bis 1901 gilt Popes Konzern American Bicycle Company als Hersteller.
Von 1901 bis 1903 folgte die International Motor Car Company.
Zwischen 1904 und 1908 gab es Waverley Department als Abteilung der Pope Motor Car Company. Pope änderte den Markennamen in Pope-Waverley ab, denn er vermarktete seine Fahrzeuge aus anderen Unternehmen ebenfalls mit einem Doppelnamen, der mit Pope begann. Genannt sind Pope-Hartford, Pope-Robinson, Pope-Toledo und Pope-Tribune. 1908 traten finanzielle Probleme auf. Die Insolvenz begann.
Im September 1908 verkaufte Pope die Reste des Unternehmens an eine Gruppe von örtlichen Unternehmern. Dazu gehörten W. B. Cooley, H. H. Rice und W. C. Johnson. Sie führten eine Reorganisation durch. Die neue Firmierung lautete Waverley Company. Den Markennamen änderten sie auf Waverley zurück. 1916 endete die Produktion.

## Fahrzeuge
Im Angebot standen ausschließlich Elektroautos. Ab 1912 wurde die Fahrzeugfront verlängert und mit einer Haube versehen, sodass das äußere Erscheinungsbild Fahrzeugen mit Ottomotoren glich. Das Angebot umfasste in den meisten Jahren verschiedene Modelle. Sie unterschieden sich im Radstand des Fahrgestells sowie in den Aufbauten. Zeitweise gab es auch Lieferwagen. Ein Katalog von 1907 weist gleich mehrere Nutzfahrzeugmodelle aus. Welches Modell in welchem Jahr mit welchem Aufbau angeboten wurde, ist den nachfolgenden Tabellen zu entnehmen. Die Angabe Front-Drive oder Rear-Drive in den Jahren 1914 und 1915 bezieht sich nicht auf die Antriebsachse, sondern auf die Position des Fahrers innerhalb der Karosserie.

## Modellübersicht Waverley (1898–1903)
| Jahr      | Modell    | Aufbau             |
| --------- | --------- | ------------------ |
| 1898–1901 | Model 18  | Piano-Box Runabout |
| 1902–1903 | Model 20a | Surrey             |
| 1902–1903 | Model 21  | Road Wagon         |
| 1902–1903 | Model 22  | Road Wagon         |

Quelle:

## Modellübersicht Pope-Waverley (1904–1908)
| Jahr | Modell     | Radstand (cm) | Aufbau                                                |
| ---- | ---------- | ------------- | ----------------------------------------------------- |
| 1904 | Model 20   | 197           | Surrey                                                |
| 1904 | Model 21   | 155           | Road Wagon                                            |
| 1904 | Model 23   | 203           | Delivery Wagon                                        |
| 1904 | Model 24   | 203           | Service Wagon                                         |
| 1904 | Model 26   | 203           | Chelsea                                               |
| 1904 | Model 26 C | 203           | Coupé Top Chelsea                                     |
| 1904 | Model 27   | 178           | Stanhope                                              |
| 1904 | Model 28   | 221           | Special Edison Battery                                |
| 1904 | Model 29   | 183           | Physician’s Road Wagon                                |
| 1904 | Model 30   | 197           | Station Wagon                                         |
| 1905 | Model 20   | 197           | Surrey                                                |
| 1905 | Model 21   | 155           | Road Wagon                                            |
| 1905 | Model 26   | 203           | Chelsea, Coupé Top Chelsea                            |
| 1905 | Model 27   | 178           | Stanhope                                              |
| 1905 | Model 28   | 221           | Special Wagon                                         |
| 1905 | Model 29   | 197           | Physician’s Road Wagon                                |
| 1905 | Model 30   | 197           | Station Wagon                                         |
| 1905 | Model 36   | 193           | Special Road Wagon                                    |
| 1906 | Model 21   | 155           | Runabout                                              |
| 1906 | Model 26 C | 203           | Chelsea Coupé                                         |
| 1906 | Model 29   | 183           | Physician’s Road Wagon                                |
| 1906 | Model 29 C | 183           | Canopy Top Road Wagon                                 |
| 1906 | Model 30   | 197           | Station Wagon                                         |
| 1906 | Model 36 B | 183           | Speed Road Wagon                                      |
| 1906 | Model 60 B | 229           | Surrey                                                |
| 1906 | Model 65   | 178           | Stanhope                                              |
| 1907 | Model 21   |               | Runabout                                              |
| 1907 | Model 26 B |               | Runabout                                              |
| 1907 | Model 26 C |               | Chelsea Coupé                                         |
| 1907 | Model 29   |               | Phys. Wagon                                           |
| 1907 | Model 29 C |               | Phys. Wagon                                           |
| 1907 | Model 30   |               | Outside Drive                                         |
| 1907 | Model 36   |               | Road Wagon                                            |
| 1907 | Model 53-A |               | Victoria                                              |
| 1907 | Model 53-B |               | Coupé                                                 |
| 1907 | Model 60-B |               | Surrey                                                |
| 1907 | Model 65   |               | Stanhope                                              |
| 1907 | Model 67   |               | Runuabout                                             |
| 1907 | Model 69 B |               | Runabout                                              |
| 1908 | Model 26   |               | Chelsea, Chelsea Leather Top, Chelsea Removable Coupé |
| 1908 | Model 30   |               | Station Wagon                                         |
| 1908 | Model 60   |               | Surrey                                                |
| 1908 | Model 65   |               | Stanhope                                              |
| 1908 | Model 67   |               | Victoria Phaeton                                      |
| 1908 | Model 69   |               | Runabout, Runabout Leather Top                        |
| 1908 | Model 70   |               | Victoria Coupé                                        |
| 1908 | Model 71   |               | Runabout                                              |

Quelle:

## Modellübersicht Waverley (1909–1916)
| Jahr | Modell     | Radstand (cm) | Aufbau                                         |
| ---- | ---------- | ------------- | ---------------------------------------------- |
| 1909 | Model 53   | 193           | Victoria, Coupé                                |
| 1909 | Model 67   | 173           | Victoria-Phaeton                               |
| 1909 | Model 69   | 183           | Runabout                                       |
| 1909 | Model 70   | 173           | Coupé                                          |
| 1909 | Model 71   | 175           | Runabout                                       |
| 1909 | Model 74   | 187           | Stanhope                                       |
| 1909 | Model 75 C | 201           | Coupé                                          |
| 1910 | Model 60   | 231           | Surrey                                         |
| 1910 | Model 69   | 187           | Runabout                                       |
| 1910 | Model 74   | 187           | Stanhope                                       |
| 1910 | Model 75   | 201           | Brougham                                       |
| 1910 | Model 76   | 201           | Victoria-Phaeton                               |
| 1910 | Model 78   | 239           | Roadster                                       |
| 1911 | Model 53   | 193           | Stanhope                                       |
| 1911 | Model 60   | 231           | Surrey                                         |
| 1911 | Model 69   | 183           | Runabout                                       |
| 1911 | Model 70-C | 201           | Coupé                                          |
| 1911 | Model 74   | 203           | Stanhope                                       |
| 1911 | Model 75-C | 201           | Brougham                                       |
| 1911 | Model 76   | 201           | Victoria                                       |
| 1911 | Model 78   | 244           | Roadster                                       |
| 1911 | Model 81   | 203           | Brougham                                       |
| 1912 | Model 88   | 264           | Inside Drive Limousine                         |
| 1912 | Model 90   | 264           | Sheltered Roadster (Landaulet)                 |
| 1912 | Model 91   | 226           | Brougham                                       |
| 1912 | Model 96   | 226           | Victoria-Phaeton                               |
| 1913 | Model 90   | 264           | Roadster 3-sitzig                              |
| 1913 | Model 97   | 264           | Colonial Brougham 4-sitzig                     |
| 1913 | Model 98   | 277           | Limousine 5-sitzig                             |
| 1913 | Model 99   | 277           | Georgian Brougham                              |
| 1913 | Model 100  | 269           | Limousine 4-sitzig                             |
| 1913 | Model 101  | 269           | Brougham 4-sitzig                              |
| 1914 | Model 104  | 269           | Front-Drive Four                               |
| 1914 | Model 106  | 269           | Front/Rear Drive Brougham, Rear-Drive Brougham |
| 1914 | Model 107  | 269           | Four-Chair Brougham                            |
| 1914 | Model 108  | 269           | Limousine                                      |
| 1915 | Model 90   | 269           | Roadster-Coupé                                 |
| 1915 | Model 104  | 269           | Front-Drive Four                               |
| 1915 | Model 106  | 269           | Dual-Drive Four                                |
| 1915 | Model 107  | 269           | Four-Chair Brougham                            |
| 1915 | Model 108  | 269           | Limousine                                      |
| 1915 | Model 109  | 269           | Rear-Drive Four                                |
| 1916 |            | 241           | Roadster-Coupé, Four-Chair Brougham            |

Quelle: